# بطولة العالم لسباق الدراجات على الطريق 1948
بطولة العالم لسباق الدراجات على الطريق 1948 هي الدورة ال21 من بطولة العالم لسباق الدراجات على الطريق، أجريت في فالكنبورخ آن دي خول، هولندا.

## النتائج النهائية
| المسابقة            | ذهبية              | فضية                 | برونزية                  |
| ------------------- | ------------------ | -------------------- | ------------------------ |
| الرجال              |                    |                      |                          |
| سباق الطريق المداري | بريك سكوت (بلجيكا) | أبو لازاريدس (فرنسا) | Lucien Teisseire (فرنسا) |